# Малое Лагиярви
Малое Лагиярви — пресноводное озеро на территории Кестеньгского сельского поселения Лоухского района Республики Карелии.

## Общие сведения
Площадь озера — 1 км². Располагается на высоте 137,7 метров над уровнем моря.
Форма озера продолговатая: оно почти на три километра вытянуто с запада на восток. Берега изрезанные, каменисто-песчаные, преимущественно возвышенные.
Через озеро течёт река без названия, вытекающая из озера Большого Лагиярви и впадающая в Топозеро.
Населённые пункты вблизи водоёма отсутствуют.
Код объекта в государственном водном реестре — 02020000411102000000155.